# Берч Крик (Аљаска)
Берч Крик (енгл. Birch Creek) насељено је место без административног статуса у америчкој савезној држави Аљаска.

## Демографија
По попису из 2010. године број становника је 33, што је 5 (17,9%) становника више него 2000. године.
| Група                 | 2000.       | 2010.       |
| Амерички староседеоци | 28 (100,0%) | 33 (100,0%) |
| Белци                 | 0 (0,0%)    | 0 (0,0%)    |
| Афроамериканци        | 0 (0,0%)    | 0 (0,0%)    |
| Азијати               | 0 (0,0%)    | 0 (0,0%)    |
| Хиспаноамериканци     | 0 (0,0%)    | 0 (0,0%)    |
| Укупно                | 28          | 33          |